# Pseudophilautus stictomerus
Espèce
Synonymes
- Ixalus stictomerus Günther, 1876
- Philautus stictomerus (Günther, 1876)

Statut de conservation UICN

 NT  : Quasi menacé
Pseudophilautus stictomerus est une espèce d'amphibiens de la famille des Rhacophoridae.

## Répartition
Cette espèce est endémique du Sud-Ouest du Sri Lanka. Elle se rencontre entre 60 et 515 m d'altitude,.

## Description
L'holotype de Pseudophilautus stictomerus mesure 34 mm. Cette espèce a la face dorsale vert olive et présente des taches symétriques peu visibles. Sa face ventrale est blanchâtre.

## Publication originale
- Günther, 1876 "1875" : Third report on collection of Indian reptiles obtained by British Museum. Proceedings of the Zoological Society of London,  vol. 1875, p. 567-577 (texte intégral).